# آندریس شیتس
آندریس شیتس (لتونیایی: Andris Šics؛ زادهٔ ۱۲ مهٔ ۱۹۸۵) لژسوار اهل لتونی است.
وی در مسابقات کشوری و بین‌المللی در مجموع برندهٔ ۲ مدال طلا، ۶ مدال نقره، ۱۴ مدال برنز شده‌است.